# Alfred Blalock
Pour les articles homonymes, voir Blalock.
Alfred Blalock, né le 5 avril 1899 à Culloden (Géorgie) et mort le 5 septembre 1964 à Baltimore est un chirurgien américain connu surtout pour ses travaux sur l'état de choc et pour son invention du shunt de Blalock-Taussig, une technique chirurgicale qu'il a mise au point en collaboration avec l'assistant chirurgical afro-américain Vivien Thomas et la cardiologue pédiatrique Helen Taussig pour éviter la cyanose de la tétralogie de Fallot (mieux connue sous le nom de « syndrome des enfants bleus » (blue baby syndrome). Cette opération inaugure l'ère de la chirurgie cardiaque moderne. Il a travaillé à la fois à l'université Vanderbilt et à l'université Johns Hopkins, où il a étudié la médecine et a ensuite été chef du service de chirurgie. Il est connu comme un pionnier de la médecine qui a remporté plusieurs prix, dont le prix Albert Lasker de la recherche médicale clinique. Blalock a également été nommé à plusieurs reprises pour le prestigieux prix Nobel de médecine.

## Jeunesse et début de carrière
Blalock est né à Culloden, en Géorgie, fils de Martha "Mattie" (Davis) et de George Zadock Blalock, un commerçant. À l'âge de 14 ans, Blalock s'inscrit à l'Académie militaire de Georgie (Georgia Military Academy) une école préparatoire à l'université de Georgie. Pendant ses années d'étudiant, il est membre du chapitre delta de la fraternité Sigma Chi. Ayant obtenu son diplôme de Bachelor of Arts (A.B.) en 1918, âgé de 19 ans, Blalock entre à la Johns Hopkins Medical School, où il partage une chambre avec Tinsley Harrison. L'amitié qui se noue entre eux durera toute leur vie. Blalock est diplômé en médecine de Johns Hopkins en 1922. Admirateur de William Halsted, il reste à Baltimore les trois années suivantes dans l'espoir de décrocher une place de résident en chirurgie à Johns Hopkins. Il y effectue son internat en urologie, une année comme assistant en chirurgie générale (contrat qui ne sera pas renouvelé), et un externat en ORL.

## L'université Vanderbilt
En juillet 1925, il rejoint son ami Harrison à l'université Vanderbilt à Nashville pour y être employé comme premier chef résident en chirurgie sous la direction de Barney Brooks, le premier professeur de chirurgie et chef du Service de Chirurgie du Vanderbilt University Hospital. Il a un rôle actif dans l'enseignement des étudiants de troisième et quatrième année et en conséquence se voit confier la charge du laboratoire de recherche chirurgicale. Durant les années qu'il passe à Vanderbilt, ses travaux portent sur la nature et le traitement du choc hémorragique et traumatique. Expérimentant sur les chiens, il découvre que le choc chirurgical est causé par une perte de sang et préconise l'utilisation de plasma ou de sang complet au début du choc. Grâce à ces travaux, de nombreuses vies seront sauvées pendant la seconde Guerre mondiale. On doit également à Blalock le perfectionnement de la chirurgie d'ablation du thymus dans le traitement de la myasthénie, risquée à cette époque en raison des complications fréquentes de l'anesthésie chez ces patients. Le 26 mai 1936, soit vingt-cinq ans après l'intervention princeps de Ferdinand Sauerbruch, Blalock opère avec succès une jeune fille de 19 ans atteinte d'une forme généralisée de myasthénie, associée à une tumeur du thymus ne répondant pas à la radiothérapie,.
À Vanderbilt, Blalock est aussi sujet à de fréquents accès de tuberculose.

### Travail avec Vivien Thomas
Alors qu'il travaillait à Vanderbilt en 1930, Blalock était de plus en plus occupé et avait plusieurs obligations qui l'empêchaient de passer beaucoup de temps au laboratoire. C'est pourquoi Blalock s'est mis à la recherche d'un nouvel assistant de laboratoire sur lequel il pourrait compter pour mener à bien toutes ses expériences. Il finit par engager Vivien Thomas, un jeune menuisier afro-américain, comme assistant de laboratoire. Bien que Blalock ait embauché Thomas en tant qu'assistant de laboratoire, il porte officiellement le titre de concierge. Du point de vue de Blalock, Thomas apprend rapidement à effectuer des procédures chirurgicales, à mener des expériences et à enregistrer des données pour les recherches de Blalock. Au fur et à mesure qu'ils apprennent à se connaître, Blalock accorde à Thomas une plus grande indépendance dans le laboratoire, ce qui est très rare à l'époque, surtout pour un Afro-Américain. Blalock et Thomas réalisent diverses expériences sur le choc et le débit cardiaque, et mettent au point une technique de transplantation de surrénales. Ensemble, ils ont mis au point des techniques novatrices et inédites telles que la transplantation du rein dans le cou afin de retirer l'alimentation nerveuse du rein et d'étudier l'effet sur l'"hypertension de Goldblatt". Blalock et Thomas ont construit une relation forte, bien qu'inégale, au fil des ans, quelque peu ternie vers la fin par le refus de Blalock d'accorder à Thomas tout le crédit pour sa contribution à leur collaboration.

## Johns Hopkins

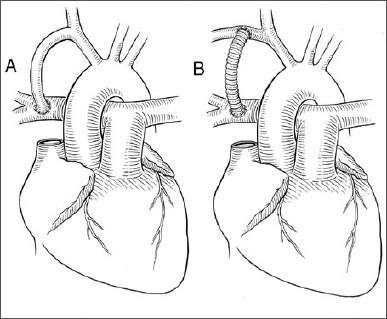
Représentation schématique de l'anastomose de Blalock-Taussig entre artère sous-clavière droite et artère pulmonaire droite. A/ anastomose initiale - B/ anastomose modifiée.

Quand Blalock se voit proposer le poste de chef de service de Chirurgie à Johns Hopkins Hospital en 1941, il demande que son assistant Vivien Thomas puisse le suivre. Les deux hommes entretiennent une relation étroite pendant plus de trente ans. Ensemble, ils développent une technique de shunt permettant de court-circuiter la coarctation de l'aorte. C'est à ce moment que Helen Taussig lui soumet le problème du syndrome des enfants bleus - une malformation cardiaque congénitale appelée tétralogie de Fallot qui aboutit à une oxygénation insuffisante du sang. 

### L'opération bébé bleu
En 1944, Blalock, avec Thomas à ses côtés, a pratiqué la première opération du "bébé bleu" sur Eileen Saxon, un bébé de 15 mois. L'opération est réussie, mais le bébé meurt quelques mois plus tard. Après cette première opération innovante, Blalock s'est familiarisé avec la procédure et l'a pratiquée sur des milliers d'enfants, souvent avec Thomas à ses côtés. Le shunt et l'opération qu'ils mettent au point (l'anastomose de Blalock-Taussig) non seulement sauve directement des milliers de vies, mais aussi marque le début de la chirurgie cardiaque. C'est en effet la première opération réussie sur le cœur humain de l'ère de la médecine moderne. 
Durant les dernières années de sa carrière à Hopkins, Blalock poursuit ses recherches sur le cœur et la chirurgie vasculaire. Avec Edwards Park, il a mis au point une opération de pontage en 1944, et en 1948, avec Rollins Hanlon, un chirurgien cardiaque, il a créé la procédure de Blalock-Hanlon pour surmonter la transposition des grands vaisseaux sanguins du cœur.
Dans les années 1950, Blalock avait pratiqué plus de 1 000 interventions chirurgicales pour corriger des malformations cardiaques congénitales.
En 2004, 1,75 million d'interventions cardiaques sont effectuées chaque année aux États-Unis.

### Enseignement
Dans l'enseignement et la recherche, Blalock a ouvert la voie à une nouvelle génération de chirurgiens. Les étudiants de Blalock appréciaient sa capacité unique à faire ressortir le meilleur d'eux-mêmes. En tant que chef de la chirurgie à Hopkins, Blalock a formé 38 chefs résidents, ainsi que 9 chefs de service, 10 chefs de division et bien d'autres. De nombreux étudiants de Blalock sont devenus eux-mêmes des chirurgiens cardiovasculaires et ont atteint des niveaux élevés d'importance dans le monde de la chirurgie. Son collègue et ami de toujours, Tinsley Harrison, a parlé de la capacité de Blalock à enseigner en disant : "Un enseignant est un individu qui a la capacité d'influencer les horizons de ses élèves. Al a eu cette capacité toute sa vie".
En 1955, Blalock est devenu président du conseil médical de l'hôpital Johns Hopkins et a occupé ce poste jusqu'à sa retraite en 1964. À sa retraite, Blalock porte le titre de professeur et de chirurgien en chef émérite
Blalock prend sa retraite hospitalière en 1964 en raison de problèmes de santé, deux mois et demi exactement avant son décès.

## Vie privée et décès
Il épouse Mary Chambers O'Bryan en 1930; ils se sont rencontrés alors que Blalock était à Vanderbilt et qu'elle travaillait pour le bureau des admissions de l'université. Ensemble, ils ont eu trois enfants : William Rice Blalock, Mary Elizabeth Blalock et Alfred Dandy Blalock. Leur mariage a duré pendant 28 ans et fut heureux. Une année après le décès de sa femme, en 1958, il se remarie avec Alice Waters en 1959 qui était une voisine proche que le médecin connaissait depuis de nombreuses années.
Blalock était connu pour son goût du sport et du plein air. Il aimait jouer au tennis, jouer au golf, pêcher et faire du bateau.
Dans les dernières années de sa vie, Blalock a développé plusieurs problèmes de santé et est finalement décédé en 1964 d'un carcinome urothélial métastatique de l'uretère,.

## Honneurs, travaux et reconnaissance
Blalock a été honoré par le prix de l'"Homme de l'année" de Baltimore en 1948.
En 1954 il se voit décerner (avec Robert Gross et Helen Taussig) le prix Albert-Lasker pour « des contributions remarquables à la chirurgie et à la science cardiovasculaire » (« distinguished contributions to cardiovascular surgery and knowledge »),.
En 1955, Blalock a été élu président du conseil médical de l'hôpital Johns Hopkins. Lorsqu'il a pris sa retraite en 1964, il a été nommé professeur émérite de chirurgie, ainsi que chirurgien en chef émérite de l'école de médecine Johns Hopkins et de l'hôpital Johns Hopkins.
En 2012, une pince de Blalock modifiée a été décrite par le prof. Francesco Petrella (Milan, Italie) pour le clampage de l'artère pulmonaire pendant la résection du cancer du poumon.
Il est l'auteur de plus de 200 articles et d'un ouvrage intitulé : Principes de chirurgie, choc et autres problèmes (Principles of Surgery, Shock and Other Problems) et donne plus de 40 conférences honoraires. Il est nommé professeur honoraire de neuf universités et membre de 43 sociétés médicales aux états-Unis et dans d'aures pays.
Blalock est également membre de 43 sociétés médicales aux États-Unis et dans d'autres pays, dont l'American Philosophical Society, la National Academy of Sciences et la Royal Society of Medicine.
Blalock a également reçu le titre de Chevalier de la Légion d'honneur, le prix Passano, le prix Matas et la médaille Henry Jacob Bigelow.
Le bâtiment des sciences cliniques Alfred Blalock (Alfred Blalock Clinical Sciences Building) de l'hôpital Hopkins porte son nom.

## Films
- Partners of the Heart : film documentaire de Spark Media de 2003 dans la série American Experience de PBS, qui relate la collaboration entre Blalock et Vivien Thomas à l'université Vanderbilt et à Johns Hopkins. Le film est réalisé par Andrea Kallin qui a écrit le scénario avec Lou Potter puis a été tourné une deuxième fois sous la direction de Bill Duke avec Morgan Freeman comme narrateur[15],[16]. Partners of the Heart a remporté le prix du meilleur documentaire historique de l'organisation des historiens américains en 2004[17].
- La Création de Dieu (Something the Lord Made) : téléfilm américain de 2006 diffusé sur HBO, produit par Robert Cort qui raconte la collaboration entre Blalock et Thomas et la mise au point de l'anastomose de Blalock-Taussig, avec Alan Rickman dans le rôle d'Alfred Blalock et Mos Def dans celui de Vivien Thomas. Ce film a gagné trois Emmy Awards (meilleure photographie pour une mini-série ou un film, meilleur montage d'image pour une mini-série, un film ou une émission spéciale et meilleur film adapté pour la télévision[18]). Le titre du film est basé sur l'article du même nom du magazine Washingtonian de Katie McCabe qui a remporté le National Magazine Award. Blalock était interprété par Alan Rickman et Thomas par Mos Def. Robert Cort a produit le film
- Greg Germann a joué le rôle de Blalock dans l'émission de variétés Netflix 2019 "Kevin Hart's Guide to Black History", un guide de l'histoire afro-américaine par le biais de reconstitutions avec un montage de sitcom familial et des images d'archives[19].